# Паннэюган
Паннэюган (устар. Паннэ-Юган) — река в России, протекает по Ханты-Мансийскому району Ханты-Мансийского АО. Устье реки находится в 295 км по правому берегу реки Назым. Длина реки составляет 12 км. Образуется слиянием рек Ай-Паннэюган и Ун-Паннэюган.

## Данные водного реестра
По данным государственного водного реестра России относится к Верхнеобскому бассейновому округу, водохозяйственный участок реки — Обь от города Нефтеюганск до впадения реки Иртыш, речной подбассейн реки — Обь ниже Ваха до впадения Иртыша. Речной бассейн реки — (Верхняя) Обь до впадения Иртыша.
Код объекта в государственном водном реестре — 13011100212115200050932.